# 筏橋駅
筏橋駅（ポルギョえき）は、大韓民国全羅南道宝城郡にある韓国鉄道公社（KORAIL）慶全線の駅である。

## 駅構造
- 島式ホーム1面2線の地上駅。

## 歴史
- 1930年12月25日：普通駅として開業[1]。
- 2013年9月27日：南道海洋観光列車運行開始。

## 隣の駅
韓国鉄道公社
慶全線
順天駅 - (元倉駅) - (九龍駅) - 筏橋駅 - 鳥城駅